# NGC 6435
NGC 6435 (również PGC 60667 lub UGC 10947) – zwarta galaktyka (C), znajdująca się w gwiazdozbiorze Smoka. Odkrył ją Lewis A. Swift 15 czerwca 1887 roku.